# Teuscheria
Teuscheria é um género botânico pertencente à família das orquídeas (Orchidaceae).